# Опера Гарнье
Пари́жская о́пера (фр. Opéra de Paris), то же, что Гранд-опера́ (Гранд-Опера́; фр. Grand Opéra), в современной Франции известна как Опера́ Гарнье́ (фр. Opéra Garnier) — театр в Париже, один из самых известных и значимых театров оперы и балета в мире.
Расположена во дворце Гарнье (Palais Garnier) в IX округе Парижа, в конце проспекта Оперы (avenue de l’Opéra), около одноимённой станции метро. Здание Парижской оперы, построенное архитектором Шарлем Гарнье в 1861—1875 годах, является выдающимся памятником архитектуры стиля Второго ампира, или стиля Наполеона III, и относится к эпохе крупных преобразований города, воплощённых планом императора Наполеона III и префекта Парижа, барона Жоржа Эжена Османа.
Долгое время здание театра именовалось Парижской оперой, но после открытия в 1989 году второй театральной площадки для Парижской национальной оперы — Оперы Бастилии — его стали называть именем архитектора Шарля Гарнье. Оба учреждения объединены в общественно-коммерческое предприятие «Парижская национальная опера» (Opéra national de Paris).

## История

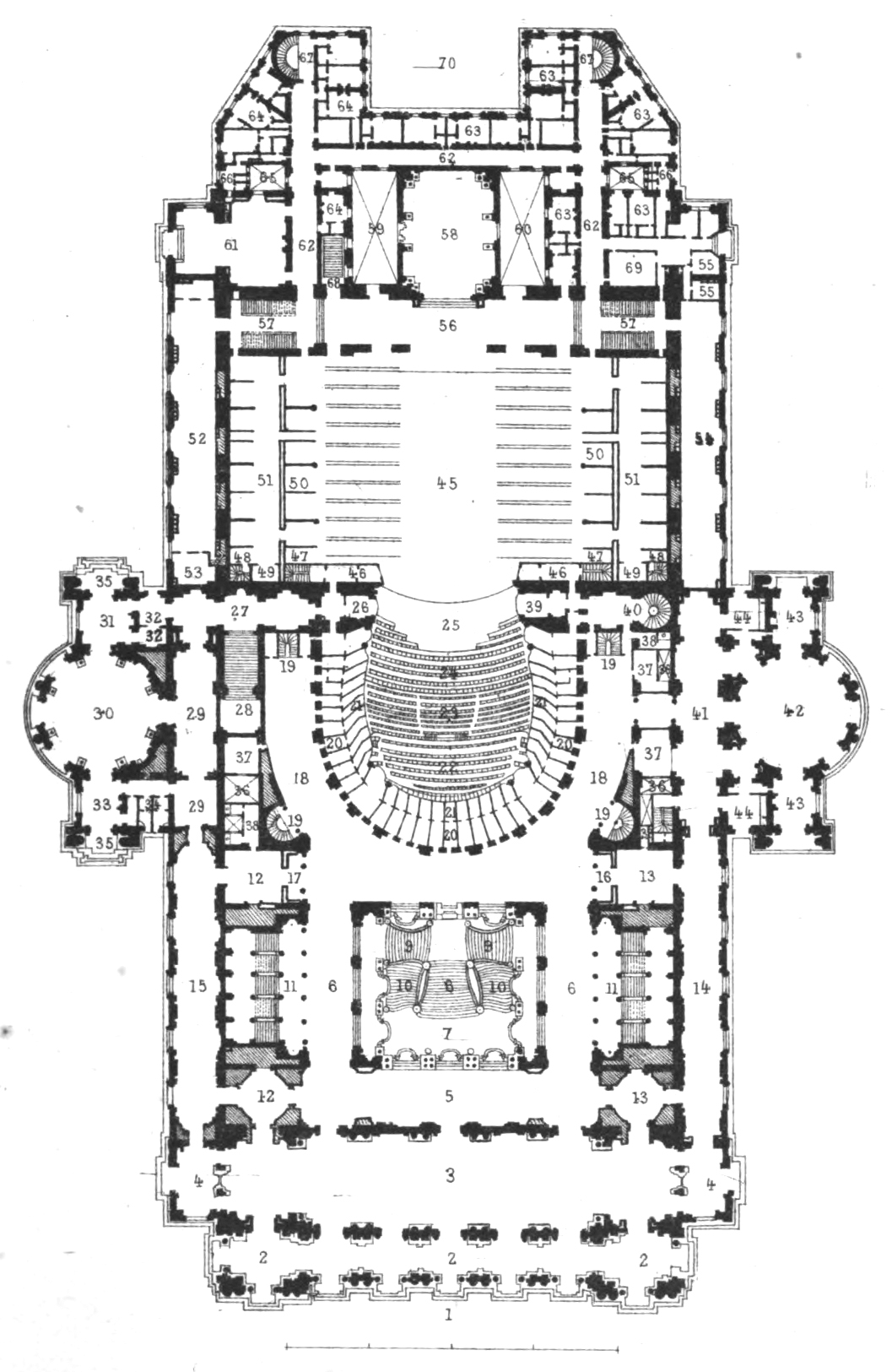
План Опера Гарнье

Опера Гарнье — тринадцатая по счёту парижская опера после официального признания этого вида искусства Людовиком XIV в 1669 году. Тогда же был создан театр, названный Королевской академией музыки. В 1671 году он был объединён с Королевской академией танца и стал именоваться Королевской академией музыки и танца.
После Великой французской революции театр несколько раз менял своё название («Театр Искусств», «Театр республики и Искусств», «Театр Оперы»); после коронования Наполеона Бонапарта именовался Императорской академией музыки, а с реставрацией Бурбонов ему было возвращено прежнее название — «Королевская академия музыки и танца». В 1871 году, после установления республики, театр получил название «Гранд-Опера́».
После покушения на жизнь Наполеона III 14 февраля 1858 года в здании старой оперы на улице Лё Пёлетье́ (Le Peletier) император отказался его посещать и потребовал построить новое здание. Был объявлен конкурс на лучший проект, и победителем стал никому не известный тридцатипятилетний Шарль Гарнье.
Работы по возведению оперы длились 15 лет — с 1861 по 1875, с многочисленными перерывами из-за войны 1870 года, падения имперского режима, Парижской коммуны. Завершение работ к 30 декабря 1874 года вылилось в общую сумму расходов 36 миллионов франков золотом. Оставались недоделанные места, например Зеркальная ротонда и курительная галерея. Последняя так никогда и не была закончена. Официально Гранд-опера́ открылась 5 января 1875 года.
24 декабря 1907 года в двух герметичных урнах были запечатаны 24 грампластинки на 78 оборотов в минуту, отобранные Альфредом Кларком (директором французского филиала компании «Граммофон»), а урны затем зарыты в подвалах Дворца Гарнье. Это послание в будущее, обновлённое в 1912 году, было составлено главным образом из лирических записей величайших певцов начала XX века, таких как Энрико Карузо, Эмма Кальвэ, Нелли Мельба, Аделина Патти и Франческо Таманьо. По желанию Альфреда Кларка урны должны быть открыты не раньше, чем через 100 лет. После их нахождения во время реставрационных работ 1988 года, заботу о них поручили Государственной библиотеке Франции. Как только 100 лет прошли, урны были официально извлечены 19 декабря 2007 года. В 2008 году их открыли, и правопреемница «Граммофона» — компания EMI — выпустила сборник из трёх CD-дисков — записи, подаренные Альфредом Кларком.
В 2000 году главный фасад оперы был полностью восстановлен, он заново обрёл свою первоначальную многоцветность, а статуи — позолоту.
В конце 2000-х годов в Париже на крышах зданий установили около 300 ульев, в том числе и на крыше театра оперы. Показатели сбора мёда оказались выше, чем в среднем по Франции, из-за более низкого содержания пестицидов в воздухе, в связи с запретом на их использование для выращивания городских зелёных насаждений.

## Здание театра

### Парадная лестница

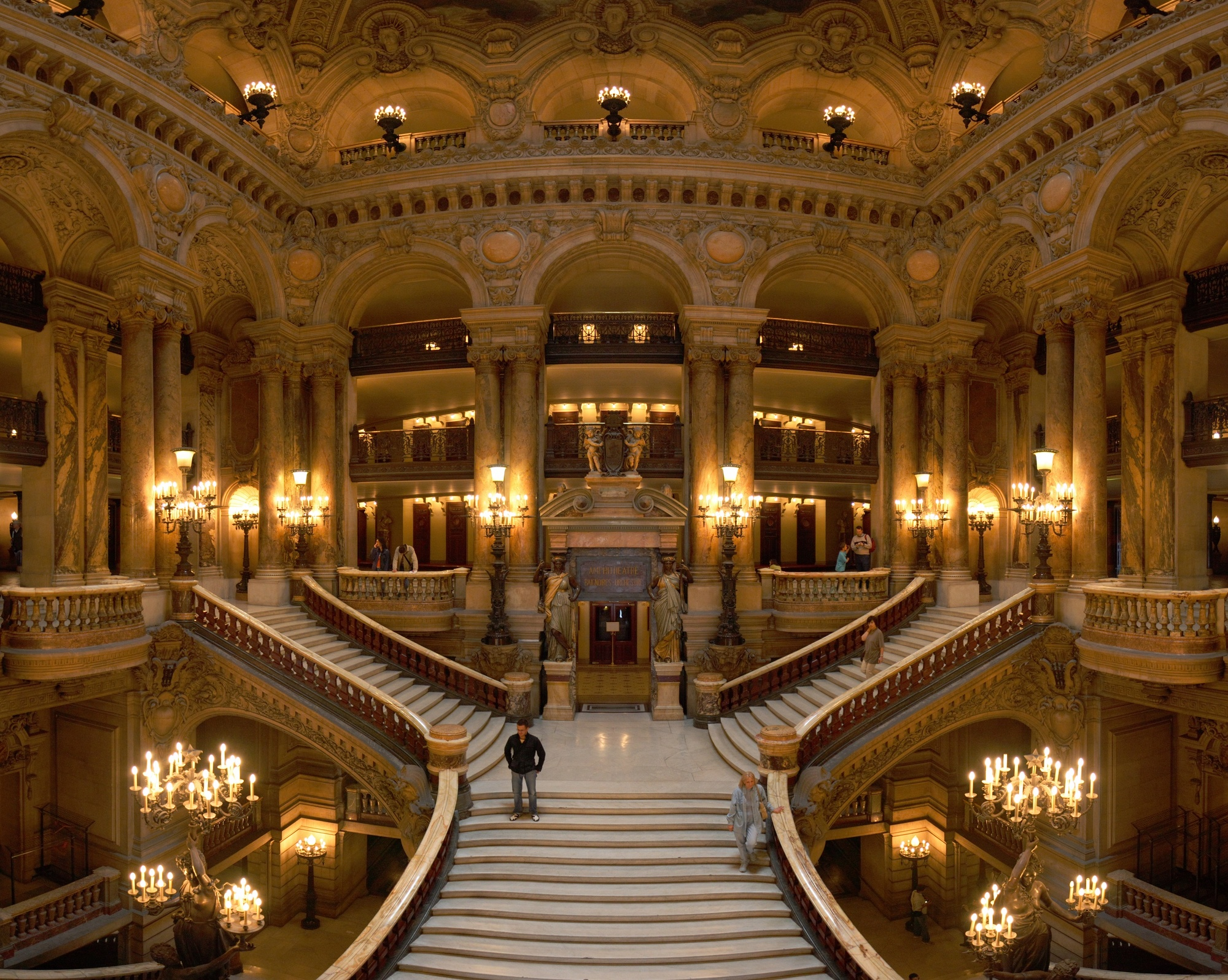
Парадная лестница в стиле Наполеона III

Вестибюль главной лестницы — одно из самых знаменитых мест оперы Гарнье. Выложенный мрамором разных цветов, он вмещает двойной пролёт лестницы, ведущей к театральным фойе и этажам театрального зала. На четырёх частях расписанного потолка изображены различные музыкальные аллегории. Внизу лестницы стоят две бронзовые скульптуры из четырёх женских фигур, держащих светильники.

### Библиотека-музей
Коллекции библиотеки-музея, принадлежащей Национальной библиотеке Франции, хранят прошлое Оперы за последние три века. В залах музея на протяжении всего года устраиваются временные тематические выставки в дополнение к постоянной экспозиции из картин, рисунков, фотографий и уменьшенных объёмных макетов театральных декораций.
Библиотека-музей находится в ротонде императора — западном павильоне от главного фасада, изначально задуманном как императорские помещения. После падения империи они так и не были закончены, до сих пор там можно увидеть массивную кладку из каменных блоков, сделанную в 1870 году.

### Танцевальное фойе

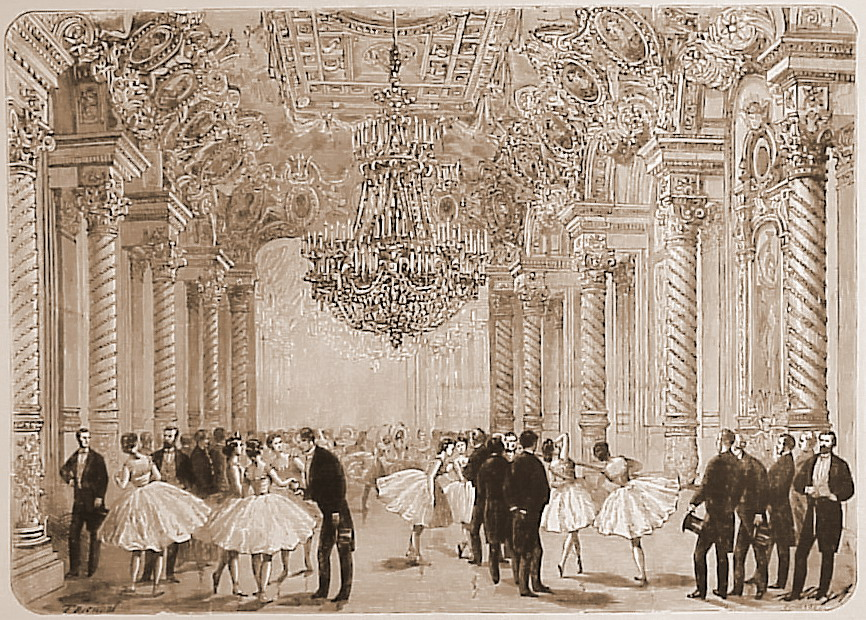
Танцевальное фойе в XIX веке

Традиции Танцевального фойе зародились ещё во времена второго театра Пале-Рояль, отстроенного после пожара в 1770 году. Помещение, изначально предназначенное для разогрева перед выходом на сцену и репетиций, стало местом для встреч артистов и отдельных представителей публики — в первую очередь, держателей сезонных абонементов первых трёх рядов (в 1870-х годовой абонемент стоил больше 2000 франков). Изначально фойе могли пользоваться как артисты, так и статисты любого пола. В 1820 году певцы и артисты балета были разведены по разным фойе, начиная с 1875 года в Танцевальном фойе могли появляться только артистки балетной труппы, танцовщикам вход был воспрещён, а статистки штрафовались за появление там. Фешенебельным местом встреч и знакомств фойе стало в 1831—1835 годах, при Луи Вероне, который умело использовал пропуск туда в своих личных целях, допуская лишь тех, кто мог быть ему чем-либо полезным. Фойе, ставшее своеобразным салоном для богатых, знаменитых и власть имущих, служило как местом для флирта и подбора «дамы сердца», так и местом, где можно было обсудить серьёзные деловые и политические дела в «правильном обществе». Руководство Оперы настолько привыкло к такому положению дел, что Жак Руше, ставший директором в 1914 году, однажды заявил балеринам, потребовавшим повышения заработной платы: «Но дамы, я не понимаю, — у вас же есть Танцевальное фойе!». В 1927 году Руше попытался закрыть допуск туда визитёрам — и встретил сопротивление со стороны богатых и влиятельных держателей абонементов. В 1935 году ему всё же удалось закрыть проход за кулисы и вход в фойе для посторонних.
Танцевальное фойе Гранд-Опера находится прямо за сценой и отделено от неё двумя занавесами — бархатным и железным, который может быть поднят для того, чтобы углубить пространство сцены на 15 м, достигая общей глубины в 50 метров. Дальнюю нишу занимает огромное зеркало, необходимое для репетиций. Гарнье подвергся нещадной критике за это вычурное, сплошь позолоченное помещение. Колонны, держащие свод, сравнивались с «ногами жирафа, держащими тело слона». Живопись фойе принадлежит кисти Гюстава Буланже. В двадцати овальных картушах фриза расположены портреты выдающихся танцовщиц Оперы конца XVII — середины XIX веков, написанные на холсте высотой 1,2 м с позолоченным фоном. Это: Делафонтен, 1681 (год дебюта), Сублиньи, 1690 (дебютировала в 1688; портрет по гравюре Боннара), Прево, 1705 (дебютировала в 1699; портрет в роли вакханки, по картине Рау), Камарго, 1726 (портрет по картине Ланкре), Салле, 1721 (портрет по картине Ланкре), Вестрис, 1751, Гимар, 1762, Гейнель, 1768, г-жа Гардель, 1786, Клотильд, 1793 (портрет по гравюре «Театрального ежегодника» за 1808 год), Биготтини, 1801 (дебютировала в 1800), Нобле, 1817 (дебютировала в 1819; портрет по литографии Греведона), Монтесю, 1821 (портрет по литографии Виньерона), Жюлиа, 1823 (портрет по литографии Девериа), Тальони, 1828 (дебютировала в 1827), Дюверне, 1832 (дебютировала в 1831; портрет в роли цыганки из «Хромого беса», по литографии Льюса, 1837), Эльслер, 1834 (портрет в роли цыганки из «Хромого беса», по литографии Греведона), Гризи, 1841 (портрет в роли Жизели), Черрито, 1848 (дебютировала в 1847; портрет в роли Джеммы, по литографии Эми), Розати, 1854 (дебютировала в 1853; портрет по литографии Пинсона).

### Театральные фойе

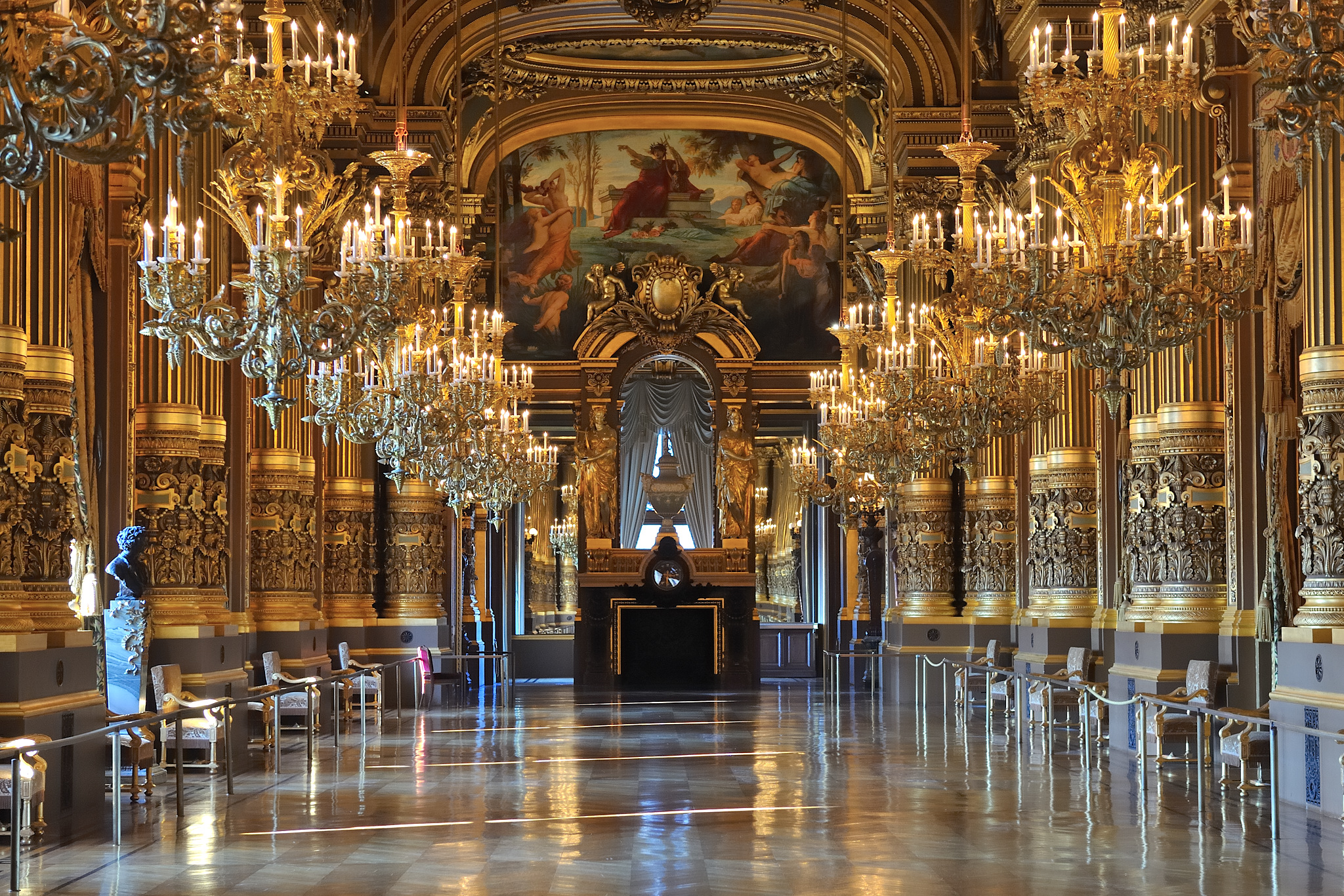
Большое фойе

Фойе — место прогулок зрителей во время антракта — просторны и богато украшены. Свод первого фойе покрыт прелестной мозаикой c золотым фоном. Отсюда прекрасный вид на всё пространство парадной лестницы.
Большое фойе было задумано Гарнье по образцу парадных галерей старых замков. Игра зеркал и окон визуально придаёт галерее ещё больший простор. На великолепном, расписанном Полем Бодри потолке изображены сюжеты из музыкальной истории, а главным декоративным элементом служит лира. Она повсюду в этом декоративном царстве — от сводов до решёток отопления и дверных ручек. В центре фойе, возле одного из тех окон, откуда открывается вид на Оперный проспект до самого Лувра, установлена копия бюста Шарля Гарнье скульптора Карпо.
В конце галереи с баром находится Зеркальный салон — чистая и светлая ротонда с хороводом вакханок и фавнов на потолке, расписанном Клэрэном (Clairin), с изображениями на стенах различных напитков (чай, кофе, оранжад, шампанское…), а также рыбной ловли и охоты. Завершённый уже после открытия Оперы, салон продолжает хранить дух 1900 года.

### Театральный зал
Красно-золотой зрительный зал в итальянском стиле выполнен в форме подковы. Он освещён огромной люстрой из хрусталя. Зал вмещает 1900 зрительских кресел, отделанных красным бархатом. Занавес из расписной ткани имитирует красную драпировку с золотыми галунами и кистями.

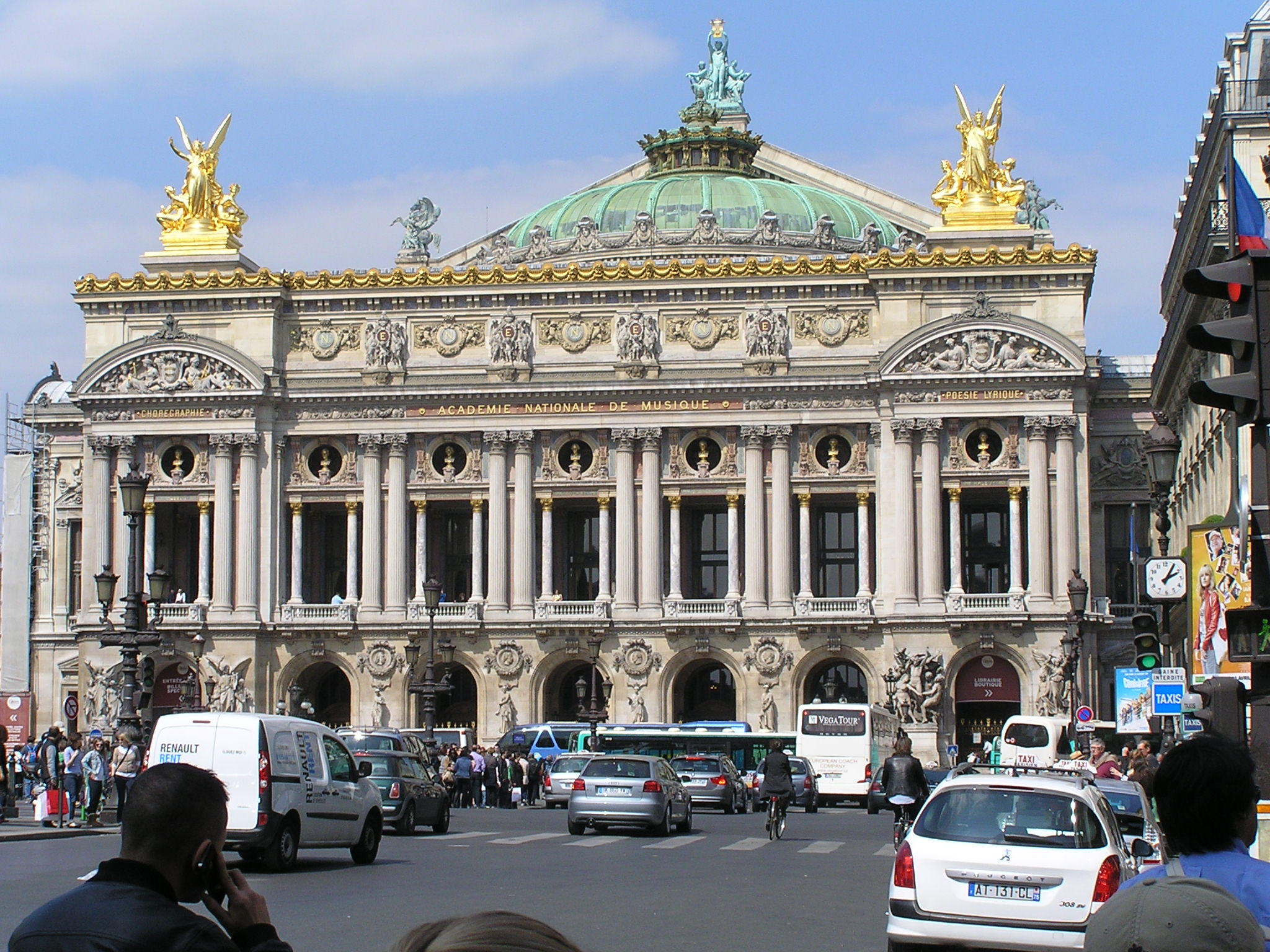
Главный южный фасад здания после реставрации 2000 года
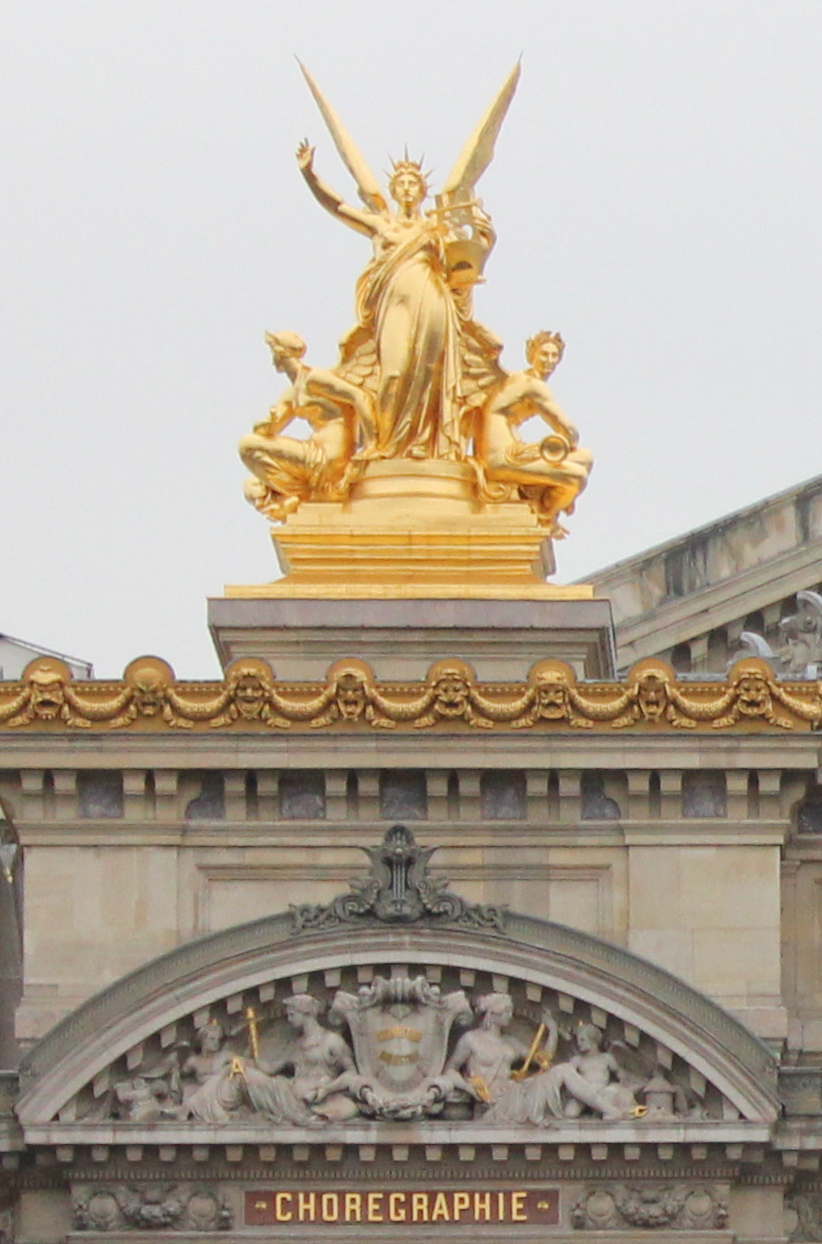
Деталь фасада с позолотой
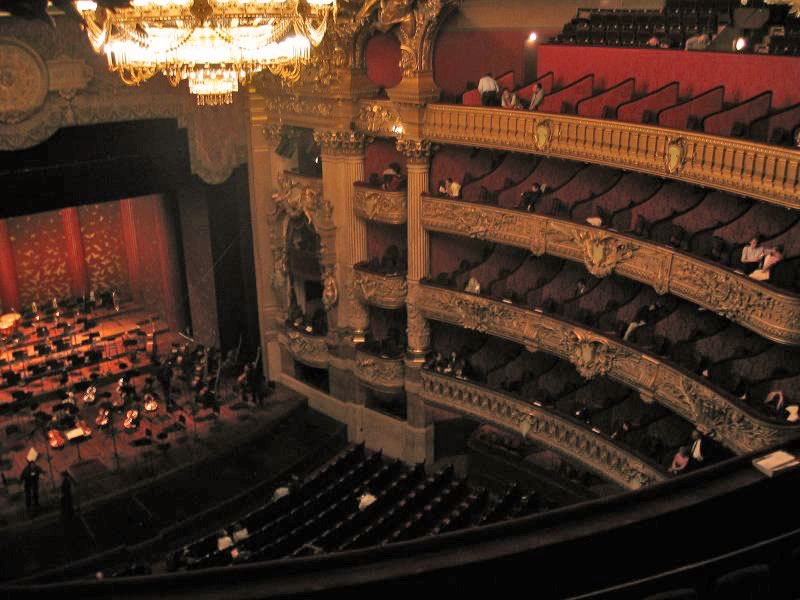
Зрительный зал
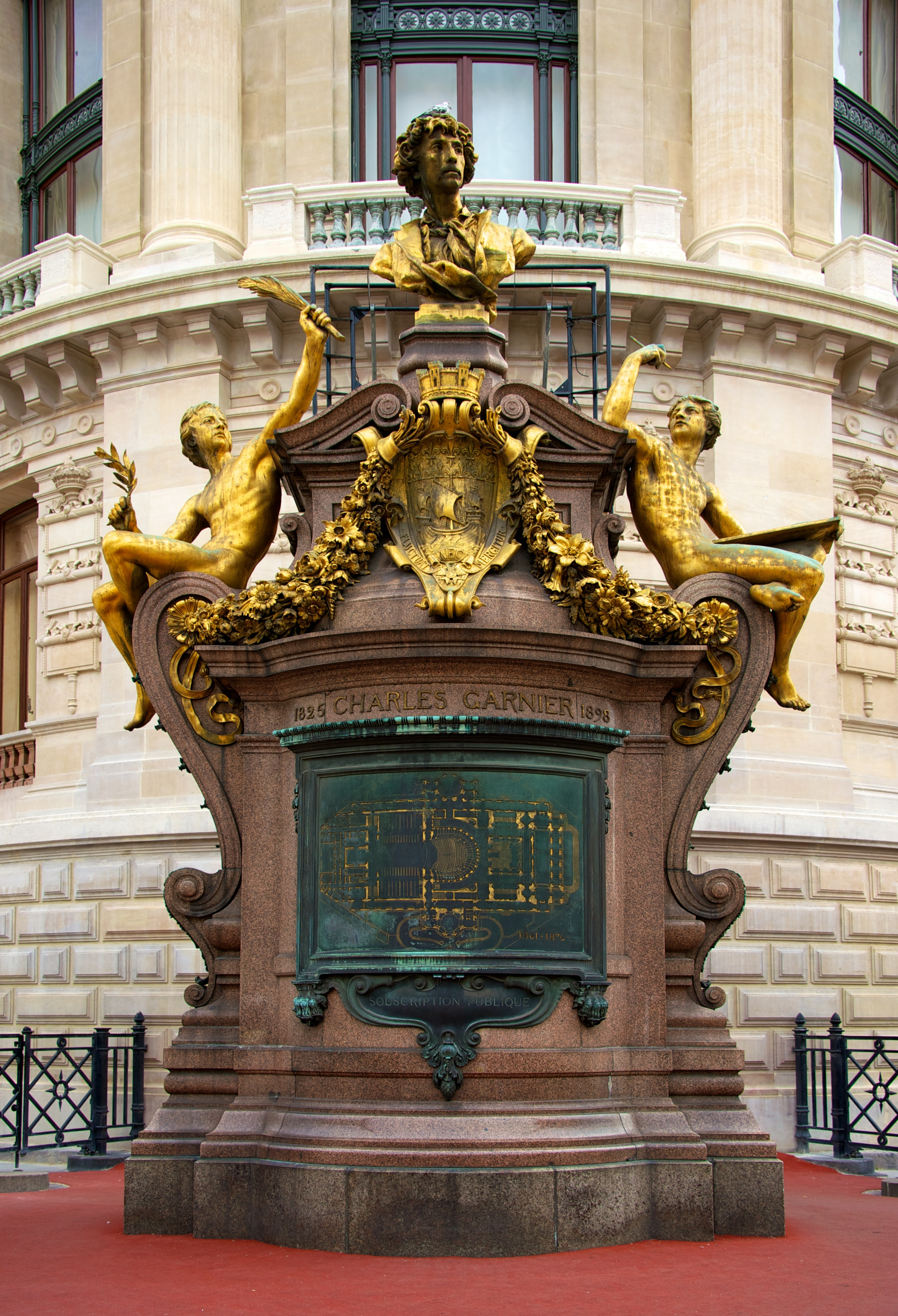
Монумент Шарлю Гарнье у здания Оперы. Архитектор Ж.-Л. Паскаль, скульптор Г.-Ж. Тома. 1902

## Скульптура фасадов здания

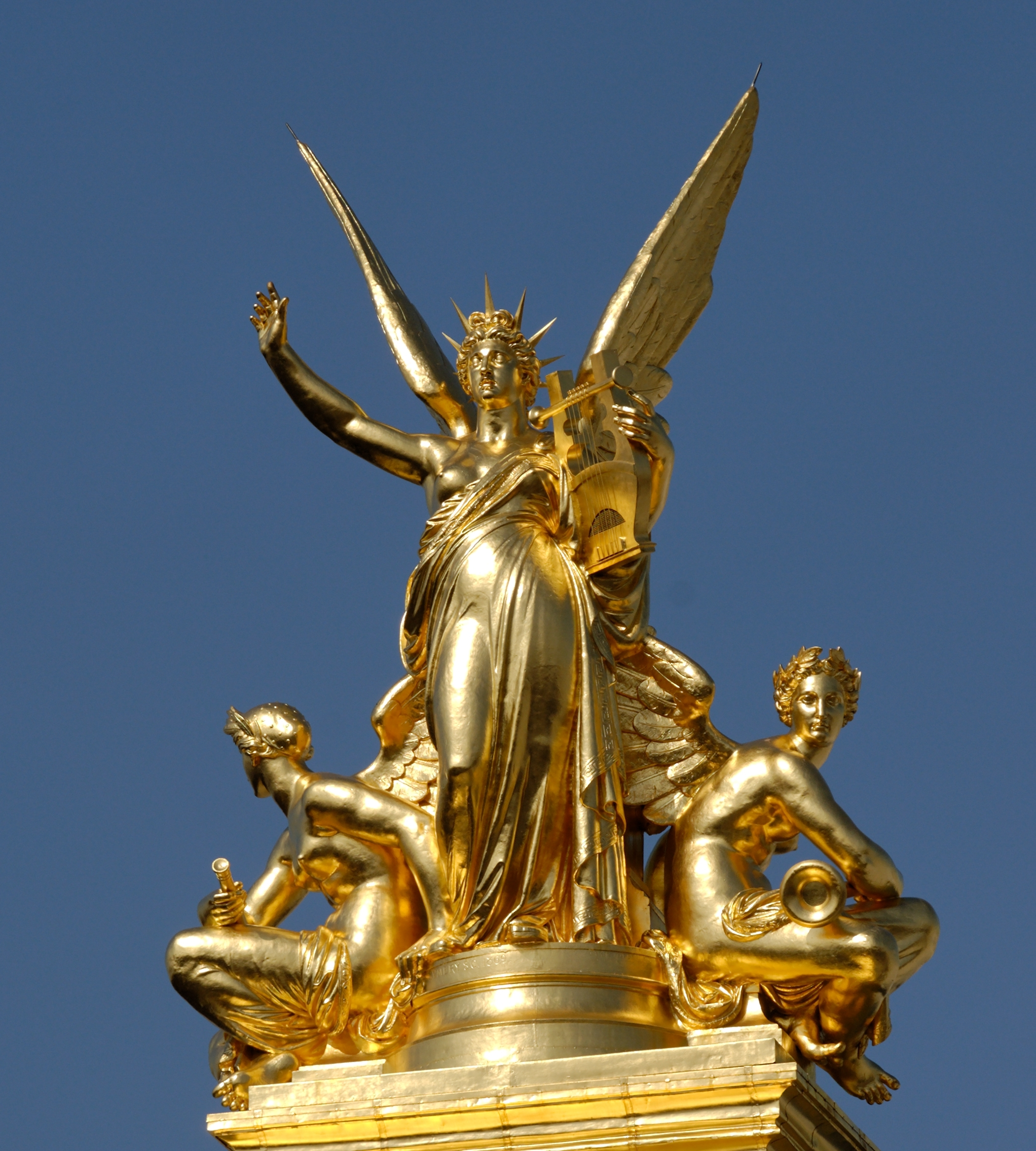
[[:Category:Harmony by Charles-Alphonse Gumery|Ш.Гюмери. Гармония
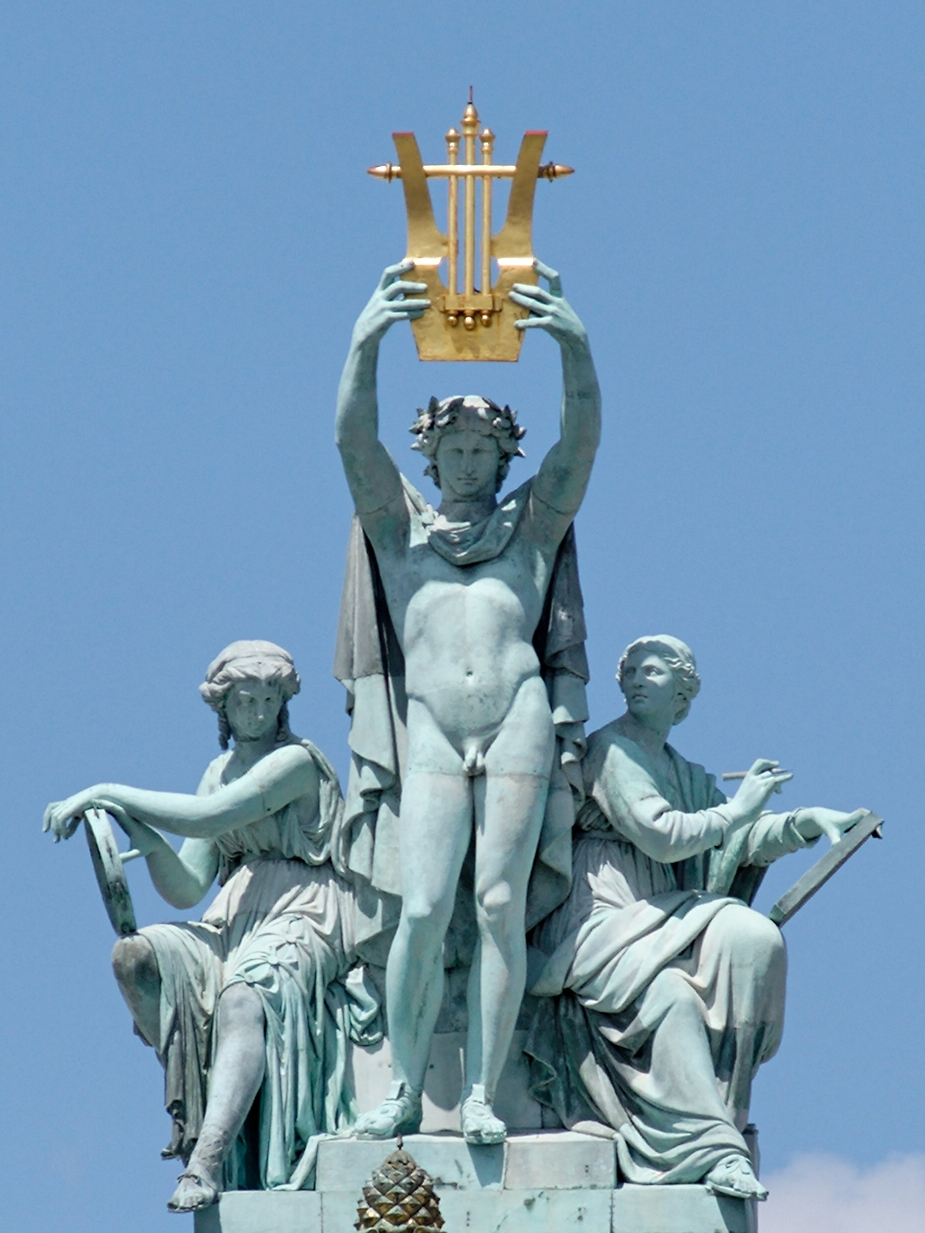
[[:Category:Apollo, Poetry, and Music by Aimé Millet|Э. Милле. Аполлон, Поэзия и Музыка
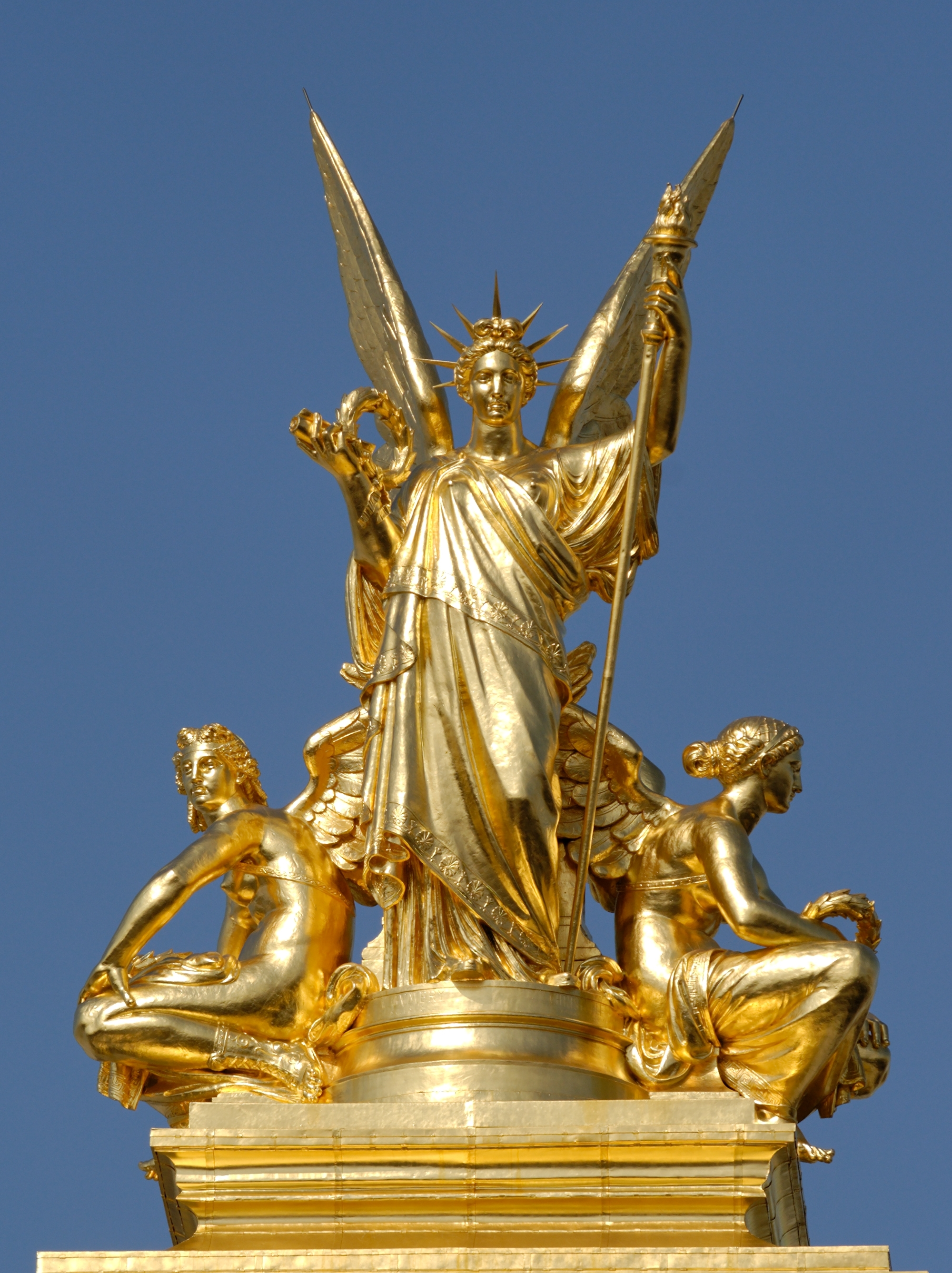
[[:Category:Poetry (sculpture) by Charles-Alphonse Gumery|Ш.Гюмери. Поэзия
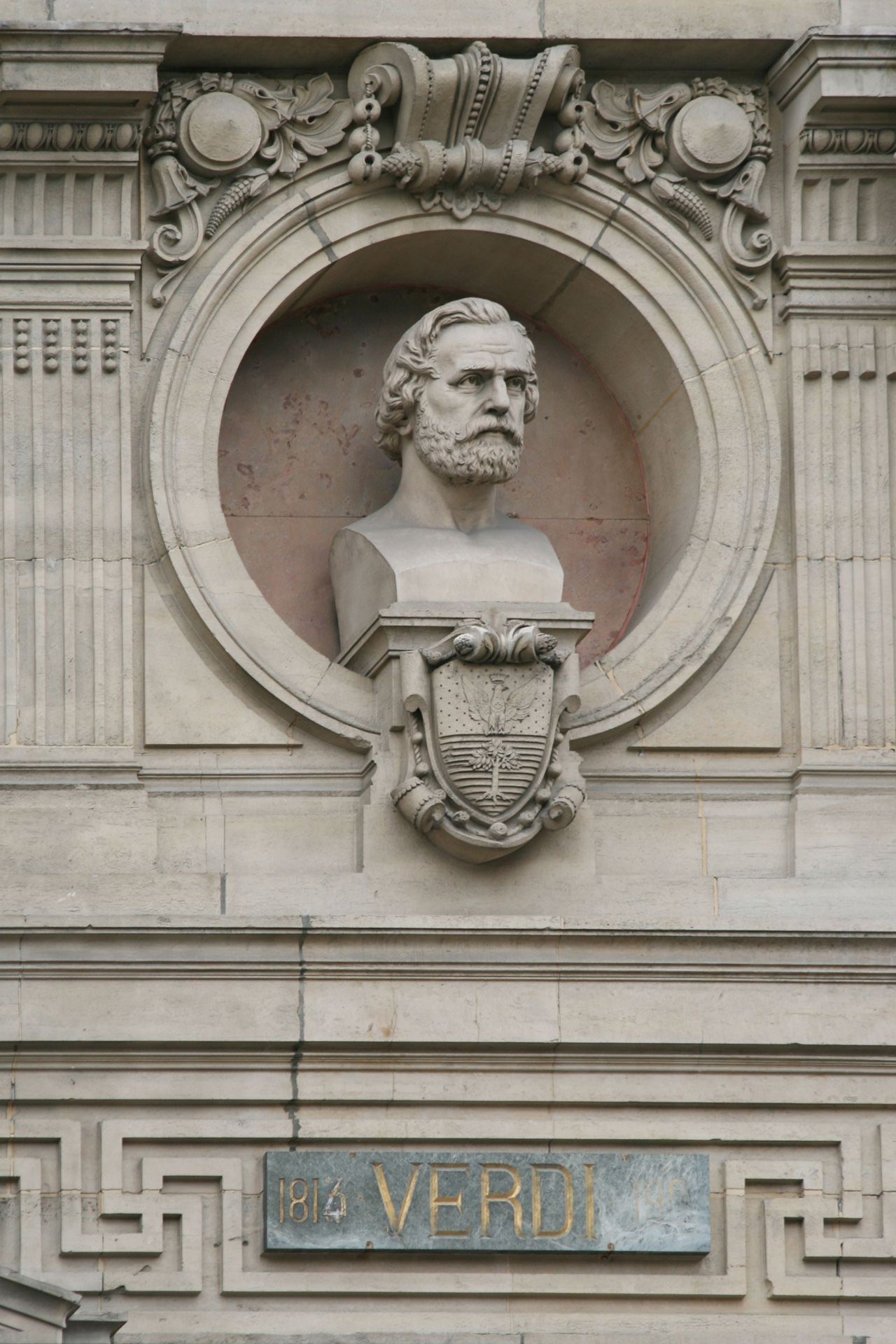
[[:Category:Busts of Palais Garnier|Бюст Дж. Верди
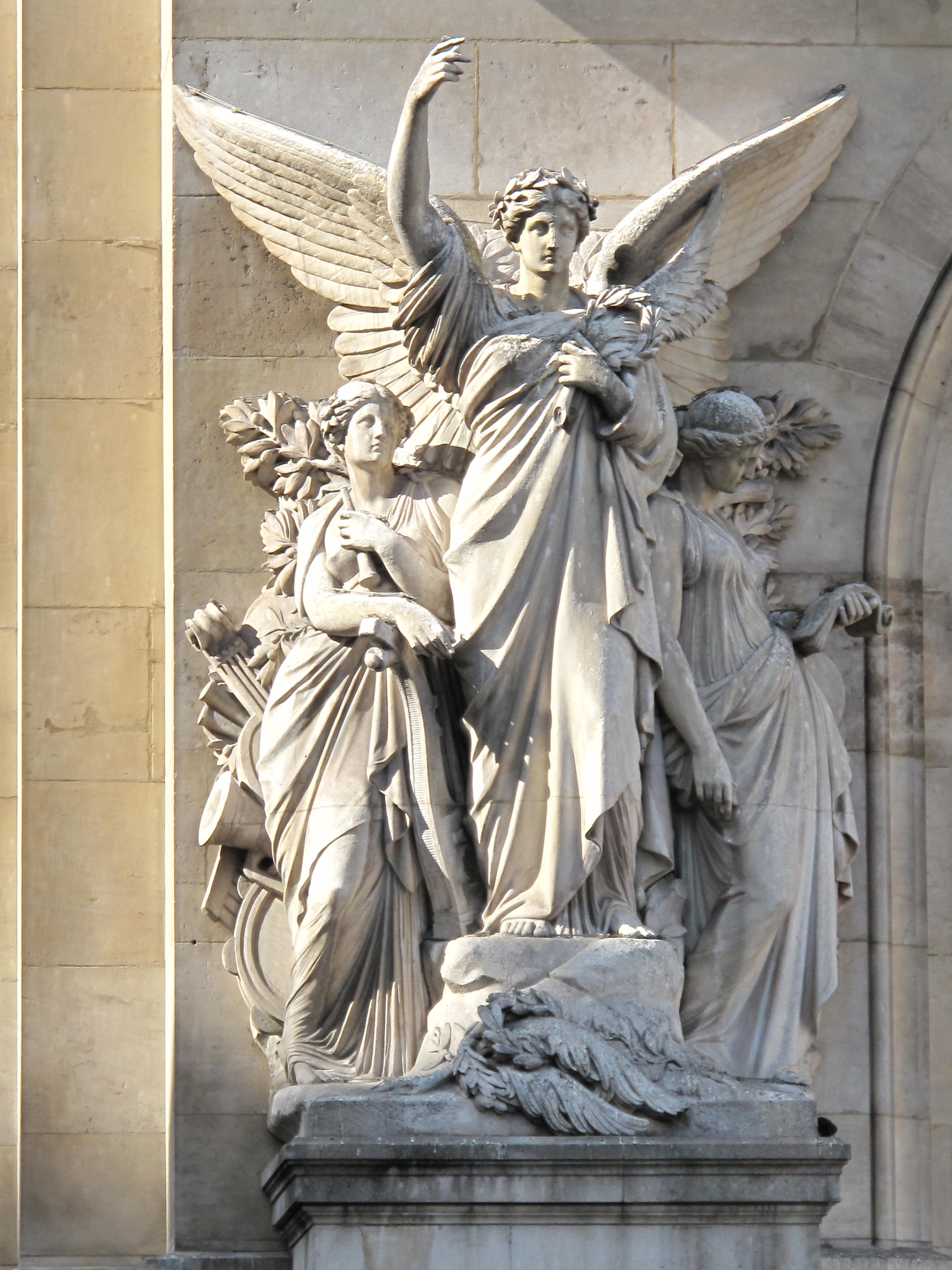
[[:Category:Harmony by François Jouffroy|Ф. Жуффруа. Поэзия (Гармония)
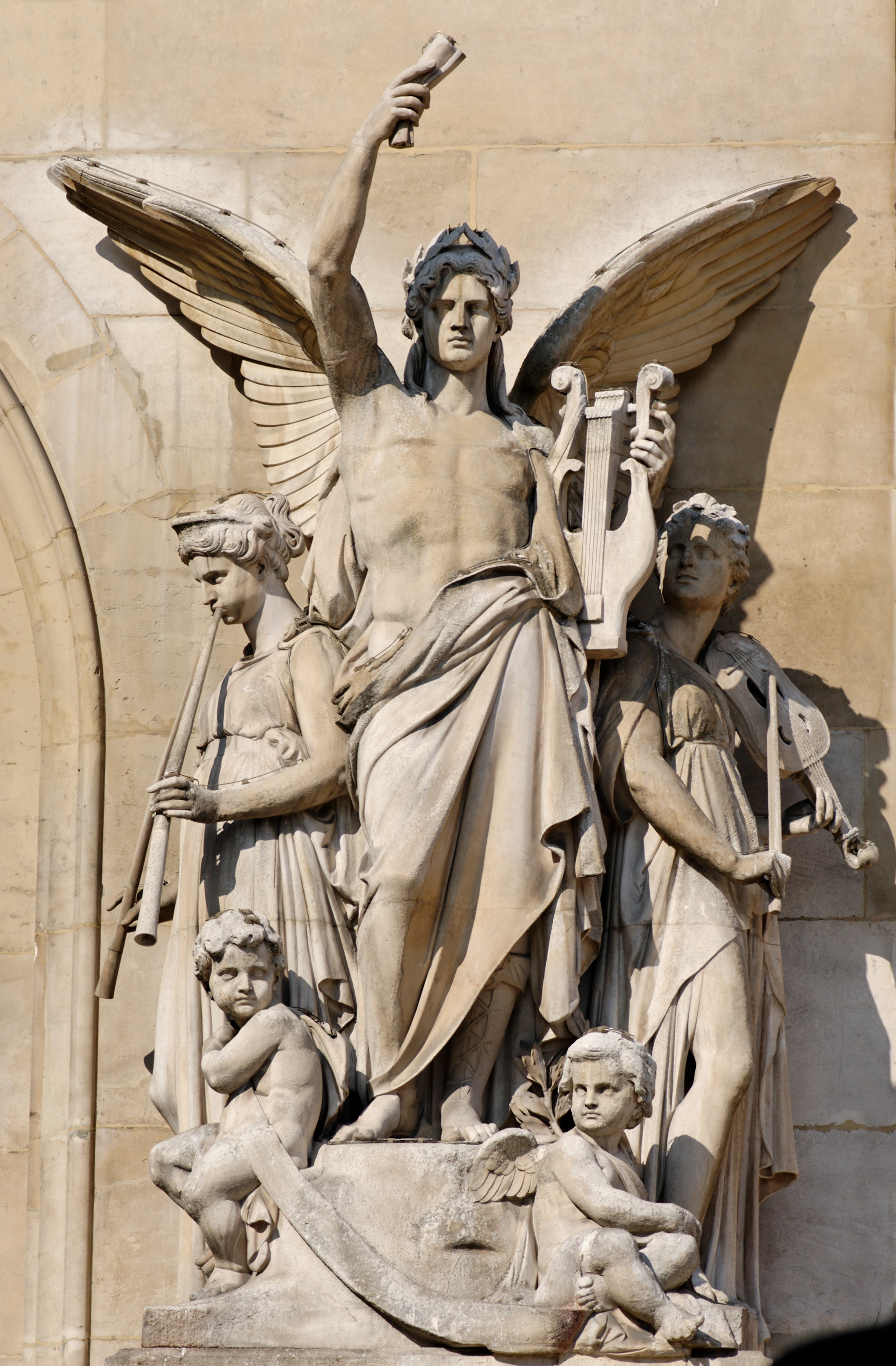
[[:Category:Instrumental Music by Eugène Guillaume|Э. Гийом. Инструментальная музыка
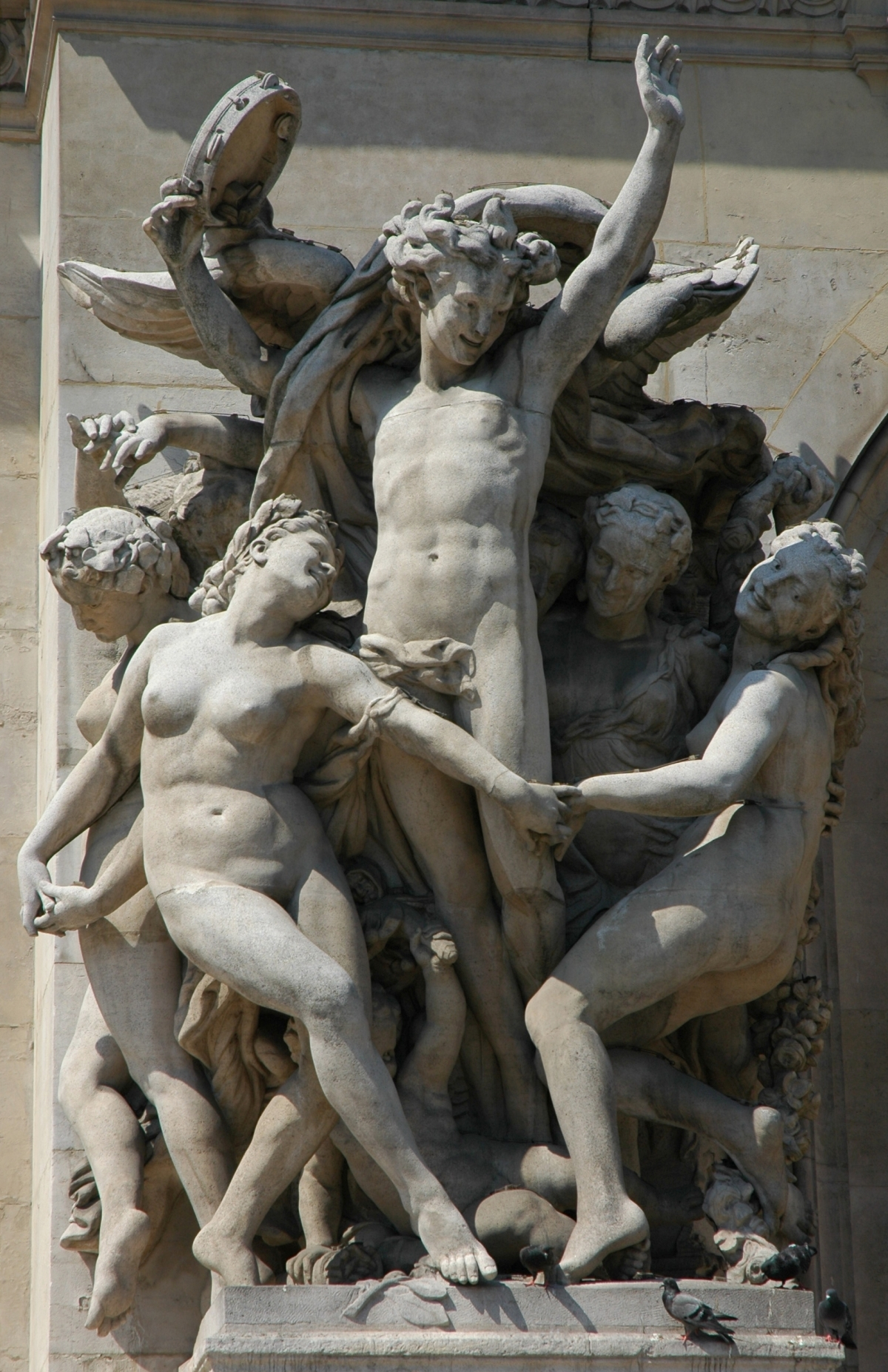
[[:Category:The Dance by Jean-Baptiste Carpeaux at the Opéra Garnier|Ж.-Б. Карпо. Танец
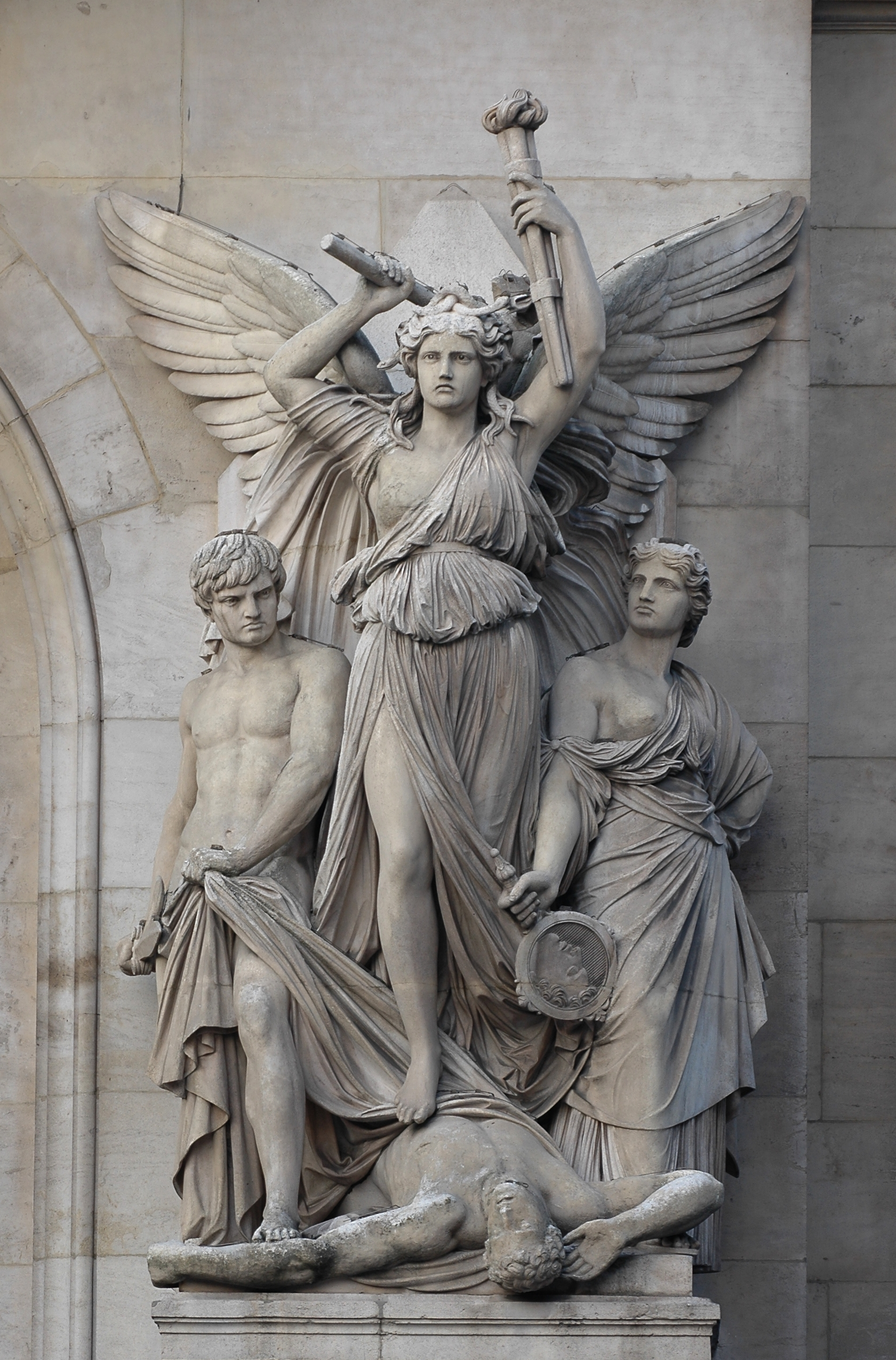
[[:Category:Lyric Drama by Jean-Joseph Perraud|Ж.-Ж. Перро. Лирика и драма

### Плафон Парижской оперы
Плафон оперы Гарнье расписан в 1964 году Марком Шагалом. Заказ на роспись 77-летнему Шагалу сделал в 1963 году министр культуры Франции Андре Мальро. Было много возражений против того, чтобы над французским национальным памятником работал иностранец, а также против того, чтобы здание, имеющее историческую ценность, расписывал художник с неклассической манерой письма.
Шагал работал над проектом около года. В результате было израсходовано приблизительно 200 килограммов краски, а площадь холста занимала 220 квадратных метров. Плафон был прикреплен к потолку на высоте более 21 метра.
Плафон был разделён художником цветом на пять секторов: белый, синий, жёлтый, красный и зелёный. В росписи прослеживались основные мотивы творчества Шагала — музыканты, танцоры, влюблённые, ангелы и животные. Каждый из пяти секторов содержал сюжет одной или двух классических опер, либо балета:
- Белый сектор — «Пеллеас и Мелизанда» (Клод Дебюсси)
- Синий сектор — «Борис Годунов» (Модест Мусоргский); «Волшебная флейта» (Вольфганг Амадей Моцарт)
- Жёлтый сектор — «Лебединое озеро» (Пётр Чайковский); «Жизель» (Шарль Адан)
- Красный сектор — «Жар-птица» (Игорь Стравинский); «Дафнис и Хлоя» (Морис Равель)
- Зелёный сектор — «Ромео и Джульетта» (Гектор Берлиоз; «Тристан и Изольда», Рихард Вагнер

В центральном круге плафона, вокруг люстры, предстают персонажи из «Кармен» Бизе, а также персонажи опер Людвига ван Бетховена, Джузеппе Верди и К. В. Глюка.
Также роспись плафона украшают парижские архитектурные достопримечательности: Триумфальная арка, Эйфелева башня, Бурбонский дворец и Опера Гарнье. Плафон был торжественно представлен зрителям 23 сентября 1964 года. На открытии присутствовало более 2000 человек.

### Подземные этажи
В знаменитом романе Гастона Леру «Призрак Оперы» говорится о подземном озере. И на самом деле, в подвальных помещениях есть резервуар с водой, который служит для большей устойчивости фундамента и как запас воды на случай пожара.

## Опера Гарнье в цифрах
- Площадь: 21 625 м²;
- Длина: 173 м;
- Ширина: 125 м;
- Высота от нижней точки подвала до верхней точки лиры Аполлона: 73,60 м;
- Длина парадной лестницы: 30 м;
- Размеры большого фойе: высота 18 м, длина 54 м и ширина 13 м;
- Размеры зала: высота 20 м, длина 32 м, ширина 31 м;
- Вес люстры: 8 тонн;
- Сцена: высота 60 м (из них 45 м под сценой и 15 м над самой сценой), 27 м в глубину, ширина 48,5 м (занавеси открываются на ширину 16 м).

## Памятник Дягилеву
В 2009 году началась подготовка проекта памятника Сергею Дягилеву для установки на площади перед зданием Гранд-Опера. Макет скульптора Виктора Митрошина стал победителем международного конкурса. Его фигура стоит в полный рост в цилиндре, фраке и с тростью в руке, на высоком постаменте, на котором Петрушка открывает занавес. Вероятно, памятник будет поставлен при поддержке меценатов, на пожертвования, силами русской диаспоры. В момент проведения конкурса проект поддержал президент Жак Ширак, а его супруга Бернадетт выразила желание курировать работы по осуществлению проекта. Бывший мэр Парижа Жан Тибери был против, но возведение памятника удалось начать только после того, как его сменил Бертран Деланоэ. В данный момент работы ведутся под патронатом Пьера Кардена.[значимость факта?]

## Экскурсии
Здание театра (в том числе Большое и Актёрское фойе и библиотека, которые закрыты во время спектаклей) открыто для публичного посещения. Его можно посетить как в составе группы с экскурсией на французском или английском языке, так и самостоятельно (театральный зал открыт только в первой половине дня).[значимость факта?]
В театре есть магазин, торгующий книгами, музыкальными дисками, сувенирами и другой продукцией, посвящённой опере, балету и самому зданию. Рядом с театром находится популярное среди туристов «Кафе де ля Пэ», интерьеры которого были также оформлены архитектором Шарлем Гарнье.[значимость факта?]

## Документалистика
- Документальный фильм из цикла «Мировые оперные театры». Режиссёр-постановщик: Валерий Спирин. ООО «Телекомпания „Гамаюн“» по заказу ГТРК «Культура». 2010 г (16 июня 2020). Парижcкая национальная опера. Мировые оперные театры.  52 мин. Россия-Культура. Архивировано 16 июня 2020.